# Tibor Fülöp
Tibor Fülöp (* 25. října 1976) je bývalý český fotbalista, obránce.

## Fotbalová kariéra
V české lize hrál za FC Bohemians Praha. Nastoupil v 10 ligových utkáních. Gól v lize nedal. V nižších soutěžích hrál i za FCK Slavia Mladá Boleslav, SK Český Brod a SC Xaverov Horní Počernice.

## Ligová bilance
| Ročník                            | Zápasy | Góly | Klub                       |
| --------------------------------- | ------ | ---- | -------------------------- |
| Česká fotbalová liga 1994/1995    | -      | 0    | FCK Slavia Mladá Boleslav  |
| Česká fotbalová liga 1996/1997    | -      | 2    | SK Český Brod              |
| 1. česká fotbalová liga 1996/1997 | 10     | 0    | FC Bohemians Praha         |
| 2. česká fotbalová liga 1997/1998 | 8      | 0    | FC Bohemians Praha         |
| 2. česká fotbalová liga 1998/1999 | -      | 3    | FK Admira/Slavoj           |
| 2. česká fotbalová liga 1999/2000 | 15     | 0    | SC Xaverov Horní Počernice |
| 2. česká fotbalová liga 2000/2001 | 20     | 1    | SC Xaverov Horní Počernice |
| 2. česká fotbalová liga 2001/2002 | 11     | 0    | SC Xaverov Horní Počernice |
| CELKEM 1. liga                    | 10     | 0    |                            |